# 华中师范大学
华中师范大学（英語：Central China Normal University）简称华中师大，是一所位于中华人民共和国湖北省武汉市洪山区的教育部直属重点综合性大学。华中师范大学源于1903年创办的文华书院大学部，1924年改制为华中大学），1951年组建公立华中大学，1953年定名华中师范学院，1985年改为现名。
华中师范大学是教育部直属重点综合性大学，是国家“211工程”重点建设高校，国家“优势学科创新平台项目”建设高校，入选“2011计划”、“111计划”、“海外高层次人才引进计划”，是国家首批博士、硕士学位授予权的单位。
华中师范大学下设29个学院、60余个研究所和研究中心，现有专任教师1892人，全日制在校生30255人，其中本科生17813人，研究生10892人，留学生1540人。具备从本科生到硕士生、博士生及博士后，从全日制到成人教育的高等教育体系。

## 学校简介

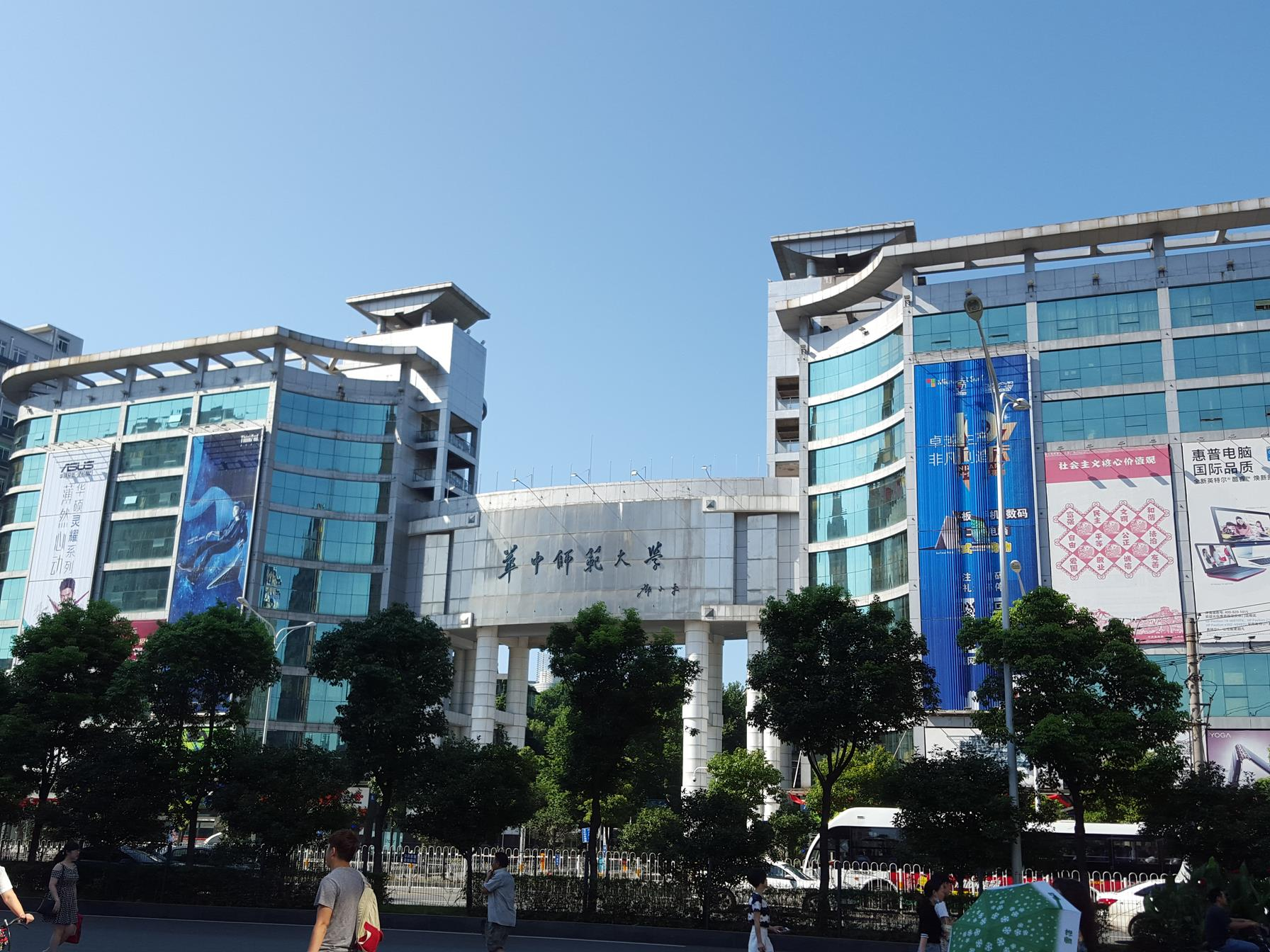
位於廣埠屯的校園北門

华中师范大学是教育部直属的一所重点综合性高等学府。历史可以追溯到 1871 年成立的文惠廉纪念学堂（中文名为文华书院），正式校史始于文华书院 1903 年增设的大学部，后逐步发展成为文华大学。1924 年改制为华中大学，若干高校逐步并入。1949 年，中共接管华中大学，称为 “公立华中大学”。1952 年，合并组建为华中高等师范学校，迁往武昌桂子山，后经若干次合并组建，1985 年正式定名为华中师范大学，并由中原大学创始人之一邓小平题写校名。学校在百余年的发展中既继承了中国传统文化的精华，又汲取了外来文化的养分，更弘扬了革命文化教育的传统，形成了“忠诚博雅、朴实刚毅”的华师精神，为国家培养了近30万优秀人才。
学校下设28个学院、60余个研究所和研究中心。66个本科专业（方向）面向全国招生。目前各类全日制在校生近3万人，其中研究生10000余人，留学生1000余人。学校基本形成了从本科生到硕士生、博士生及博士后，从全日制到成人教育完备的高等教育体系。
学校现有教职工3800余人，专任教师1800余人，其中教授、副教授1000余人，博士生导师近300人，人文社会科学资深教授、“长江学者”特聘教授、“国家教学名师”、专兼职院士等20人。是国家首批批准的具有博士、硕士学位授予权的单位之一，有权自行评审和授予教授、副教授职称和博士生导师资格。现有国家重点学科8个，国家重点（培育）学科1个，湖北省一级重点学科8个，湖北省二级重点学科12个；国家文理科基础学科人才培养和科学研究基地2个(物理学专业、历史学专业)；国家工程技术研究中心1个（数字化学习）；教育部人文社会科学重点研究基地3个(中国近代史研究所、中国农村研究院、语言与语言教育研究中心)，文化部“文化产业研究中心”、国务院农村综合改革工作小组办公室“中国农村综合改革创新研究中心”等部委社科重点研究基地6个，省级重点研究基地8个，教育部重点实验室3个（农药与化学生物学、夸克与轻子物理、青少年网络心理与行为）和教育部工程技术研究中心1个（教育信息技术）。中国语言文学和物理学等13个专业设有博士后流动站，有14个博士学位授权一级学科，33个硕士学位授权一级学科，94个博士学位授权学科专业，184个硕士学位授权学科专业。

## 历史沿革
主条目：华中师范大学校史

### 文华书院大学部
- 华中师范大学最早前身是于1903年创办的文华书院大学部，始于1871年创办的文华书院。

### 私立华中大学
- 文华书院于1924年改名为华中大学[3]
- 1924年汉口博学书院大学部、武昌博文书院大学部并入。
- 1929年岳阳滨湖书院大学部，长沙雅礼书院大学部并入。
- 全面抗战爆发后，华中大学迁往桂林，后再迁往大理市喜洲镇。期间学生积极参与抗日爱国运动，战争结束后，华中大学在武汉复校。

### 公立华中大学
- 中华人民共和国成立后，原私立华中大学改为公立华中大学。
- 1949年12月中原大学教育学院并入。

### 华中高等师范学校
- 1952年全国高校院系调整时，以原公立华中大学为主体，集中了私立中华大学，广西大学湖北教育学院，南昌大学，华南师范学院，平原师范学院，海南师范高等专科学校组建了华中高等师范学校。

### 华中师范学院
- 1953年学校改名为华中师范学院。
- 1962年湖北大学的一部分并入。
- 1970年中南民族学院的一部分，湖北教师进修学院，湖北函授学院并入。

### 华中师范大学
- 1985年学校更名为华中师范大学，并由邓小平题写了校名。
- 2005年进入211工程重点建设高校名单。
- 2007年获得985创新平台专项经费支持。[4]

## 所设院系
物理科学与技术学院、历史文化学院、公共管理学院、外国语学院、城市与环境科学学院、生命科学学院、马克思主义学院、职业与继续教育学院、教育学院、政治学研究院、社会学院、心理学院、数学与统计学学院、化学学院、经济管理学院、文学院、国际文化交流学院、计算机学院、信息与新闻传播学院、信息管理学院、音乐学院、美术学院、体育学院、法学院以及其它一些机构、研究中心等等。

## 学术实力
国家重点学科8个：科学社会主义与国际共产主义运动，汉语言文字学，中国近现代史，中外政治制度，马克思主义基本原理，教育学原理，理论物理，农药学。国家重点（培育）学科1个、省级重点学科20余个、国家文理科基础学科人才培养和科学研究基地2个（物理学专业、历史学专业）、国家工程技术研究中心1个（数字化学习）；全国人文社会科学重点研究基地3个（中国近代史研究所、中国农村问题研究中心、语言与语言教育研究中心），教育部重点实验室和工程技术研究中心各1个。中国语言文学和物理等13个专业设有博士后流动站，有14个博士学位授权一级学科，33个硕士学位授权一级学科，94个博士学位授权学科专业，184个硕士学位授权学科专业。

## 著名校友
| - 恽代英 - 宋教仁 - 楊松賀 - 万国权 - 邹时炎 - 章开沅 - 夏雨田 - 吴宓 - 张舜徽 - 钱基博 - 邢福义 - 唐浩明 - 冯巩 - 艾晓明 - 桂质廷 - 沈星 | - 冯友兰 - 黄侃 - 徐迟 - 姚雪垠 - 韦卓民 - 游国恩 - 潘梓年 - 林育南 - 包鹭宾 - 陈昌浩 - 王亚南 - 张子高 - 曾昭安 - 沈祖荣（文华图书馆学专科学校） - 罗照辉 - 阮成发 - 信长星 - 郭元强 |

## 校园文化

### 特色场所、风景

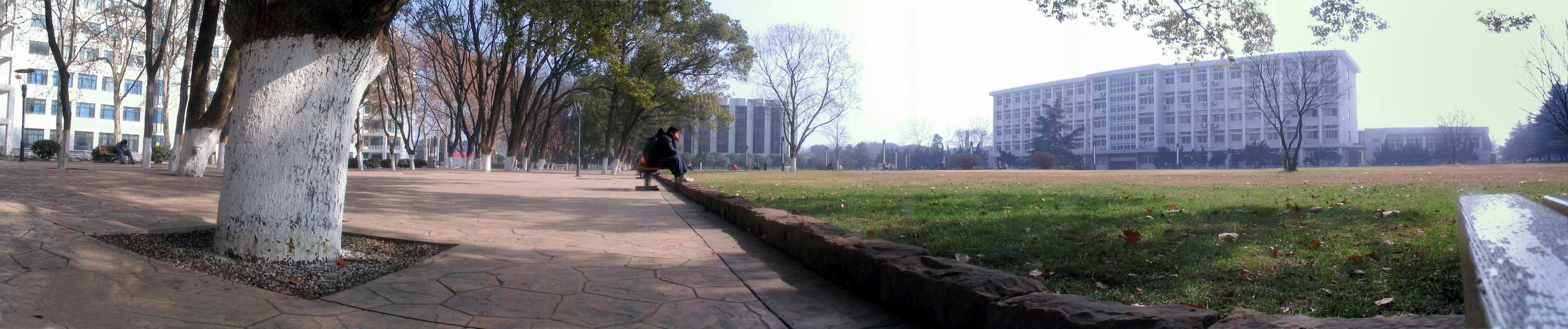
博雅广场(长卷)：现在，每周的周四和周五晚上，英语角的交流活动都在这里举行。

- 英语角：英语角位于博雅广场，是一个自发的活动，旨在相互交流英语的口语
- 恽代英广场：为纪念著名校友恽代英而设立，广场中间立有恽代英石像。
- 博雅广场：位于九号楼前，有一块巨石，上刻有博雅二字，字由老校长章开沅书写。
- 大总统黎元洪墓：学校东南门附近的一部分是黎元洪的墓园
- 杜鹃广场
- 南湖
- 桂苑宾馆
- 东南门(陈家湾)
- 电影场：是武汉地区最大的高校露天电影场之一

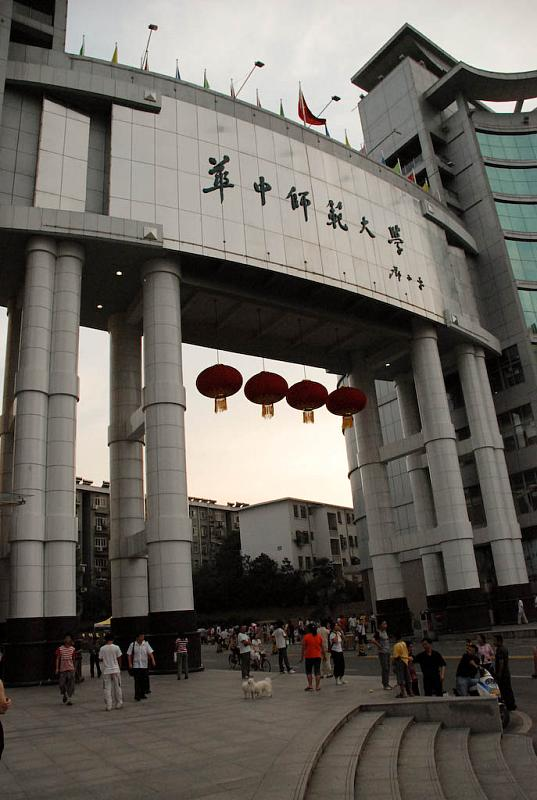
校门
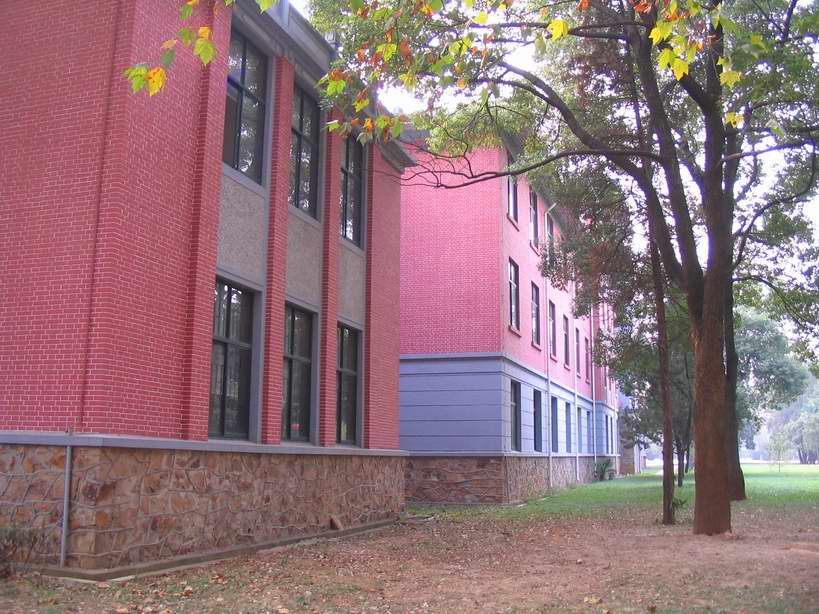
行政楼
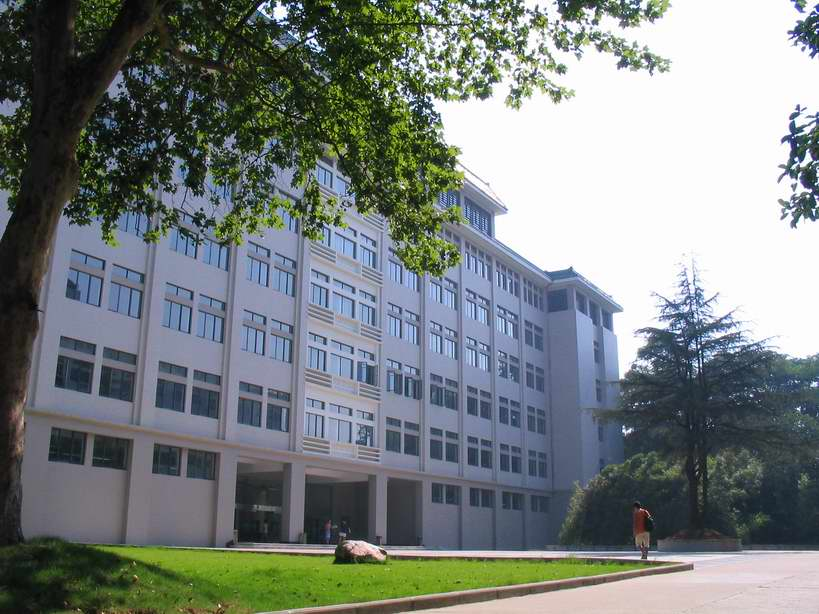
八号楼
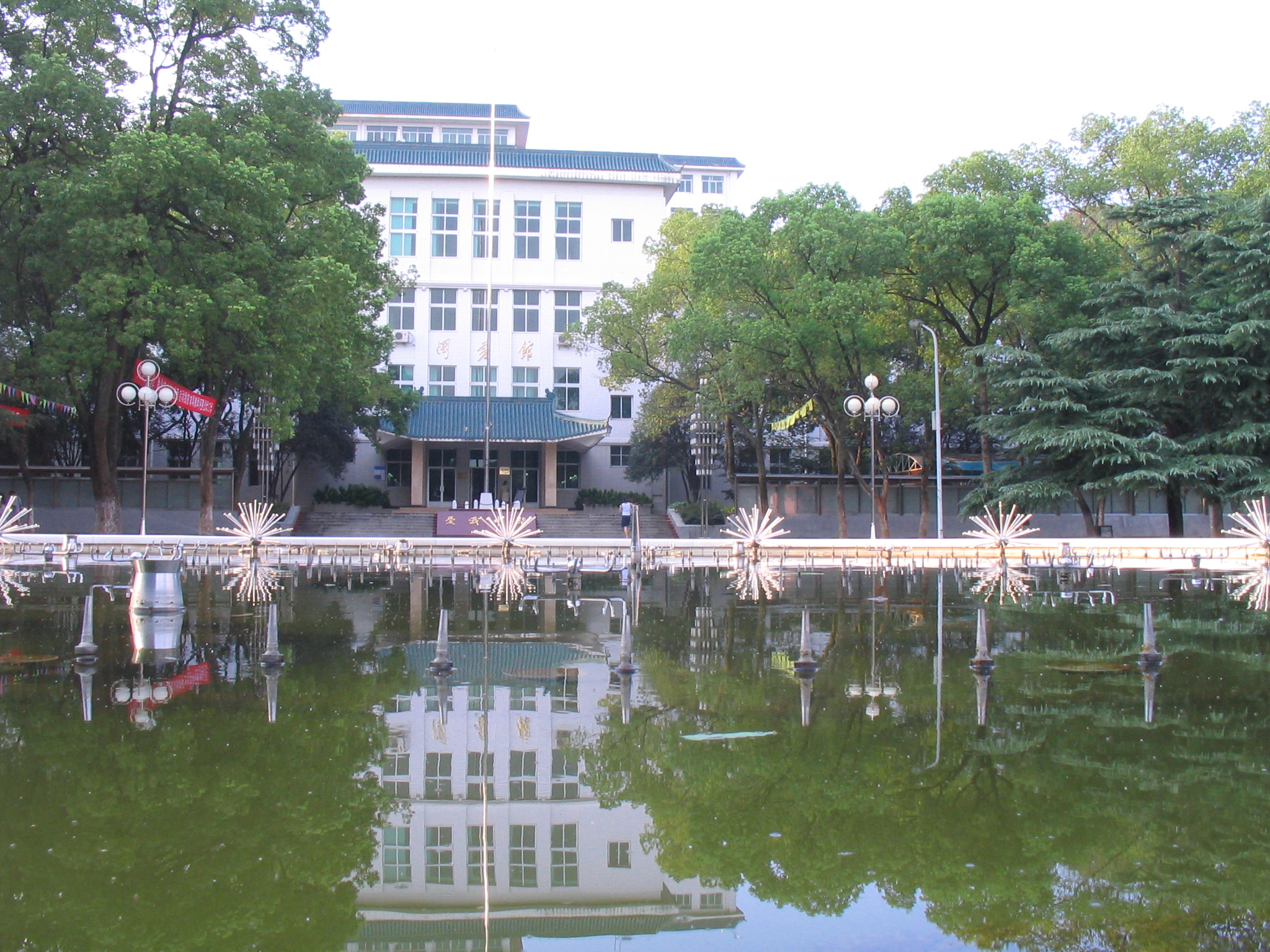
老图书馆
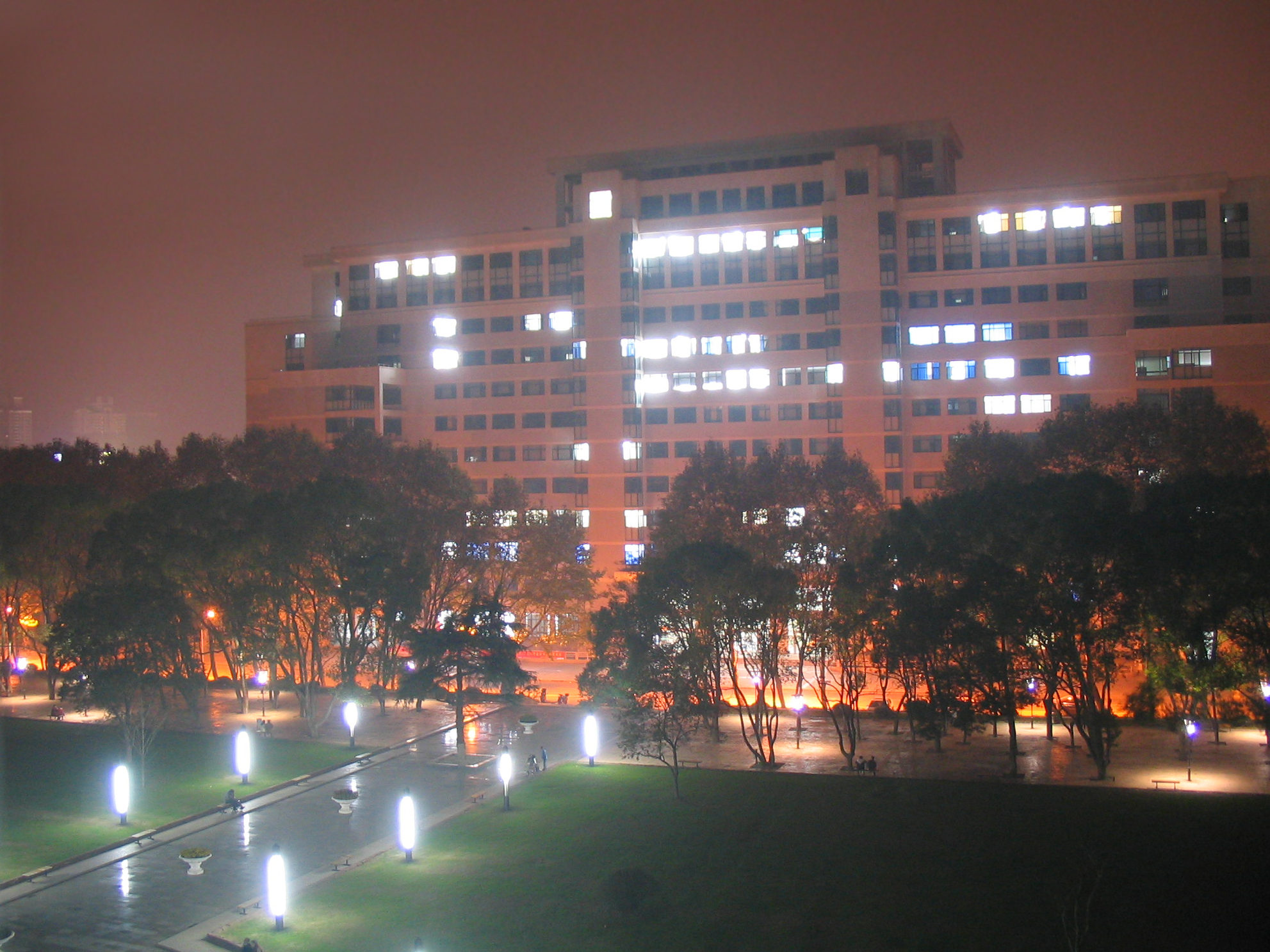
九号楼广场夜景

### 校训
求实创新，立德树人

## 历任校长
| 学校名称及起讫年月               | 姓名                                   | 职务                                          | 任职时间                               |
| -------------------------------- | -------------------------------------- | --------------------------------------------- | -------------------------------------- |
| 文华大学 1903-1924.7             | 詹姆斯 · 杰克逊 （中文名翟雅各）       | 校长                                          | 1903-1915                              |
| 文华大学 1903-1924.7             | 艾尔弗雷德 ·A· 吉尔曼 （中文名孟良佐） | 校长                                          | 1915-1924                              |
| 私立华中大学 1924.9-1951.9       | 艾尔弗雷德 ·A· 吉尔曼 （中文名孟良佐） | 首任校长                                      | 1924-1929                              |
| 私立华中大学 1924.9-1951.9       | 韦卓民                                 | 校长                                          | 1929-1951                              |
| 公立华中大学 1951.9-1952.11      | 韦卓民                                 | 华中大学改制委员会副主任                      | 1951.9-1952                            |
| 公立华中大学 1951.9-1952.11      | 潘梓年                                 | 中原大学校长兼党委书记 华中大学改制委员会主任 | 1948.11-1949.12 1949-1952.11           |
| 华中高等师范学校 1952.11-1953.10 | 潘梓年                                 | 建校委员会主任委员                            | 1952.11                                |
| 华中师范学院 1953.10-1985.8      | 杨东莼                                 | 院长                                          | 1954.4-1957.6                          |
| 华中师范学院 1953.10-1985.8      | 刘介愚                                 | 院长 党委书记                                 | 1963.4-1966 1954-1966 1980.12-1983.12  |
| 华中师范学院 1953.10-1985.8      | 白瑞西                                 | 临时党委书记 革委会主任 院长                  | 1972.6-1980 1972.10-1978.8 1978-1980.1 |
| 华中师范学院 1953.10-1985.8      | 高原                                   | 党委书记                                      | 1983.12-1985.12                        |
| 华中师范学院 1953.10-1985.8      | 刘若曾                                 | 院长                                          | 1980.12-1983.12                        |
| 华中师范学院 1953.10-1985.8      | 章开沅                                 | 院长                                          | 1983.12-1985.8                         |
| 华中师范大学 1985.8 - 至今       | 章开沅                                 | 校长                                          | 1985.8-1991.3                          |
| 华中师范大学 1985.8 - 至今       | 王庆生                                 | 校长                                          | 1991.6-1999.1                          |
| 华中师范大学 1985.8 - 至今       | 高原                                   | 党委书记                                      | 1985.8-1986.4                          |
| 华中师范大学 1985.8 - 至今       | 戴绪恭                                 | 党委书记                                      | 1986.12-1995.11                        |
| 华中师范大学 1985.8 - 至今       | 路钢                                   | 校长                                          | 1999.1-2001.2                          |
| 华中师范大学 1985.8 - 至今       | 谷士文                                 | 校长                                          | 2001.2-2003.4                          |
| 华中师范大学 1985.8 - 至今       | 晏章万                                 | 党委书记                                      | 1995.11-2003.6                         |
| 华中师范大学 1985.8 - 至今       | 马敏                                   | 校长 党委书记                                 | 2003.6-2011.9 2011.1-2017.2            |
| 华中师范大学 1985.8 - 至今       | 丁烈云                                 | 党委书记                                      | 2003.6-2011.1                          |
| 华中师范大学 1985.8 - 至今       | 杨宗凯                                 | 校长                                          | 2011.9-2018.7                          |
| 华中师范大学 1985.8 - 至今       | 黄晓玫                                 | 党委书记                                      | 2017.2-2019.11                         |
| 华中师范大学 1985.8 - 至今       | 赵凌云                                 | 校长 党委书记                                 | 2018.7-2019.11 2019.11-2022.12         |
| 华中师范大学 1985.8 - 至今       | 郝芳华                                 | 校长                                          | 2019.11-2024.1                         |
| 华中师范大学 1985.8 - 至今       | 夏立新                                 | 党委书记                                      | 2022.12-                               |
| 华中师范大学 1985.8 - 至今       | 彭双阶                                 | 校长                                          | 2024.1-                                |

## 事件

### 范冰冰劝离事件
2016年10月24日，电影《我不是潘金莲》剧组在华中师范大学举行“喜剧的挑战”幽默研讨会，冯小刚、刘震云、方方等出席。
范冰冰因未提前通知校方就出现在现场而遭到安保人员劝离，事后校方解释称系出于安全考虑，但安保人员采用断电相威胁的粗暴手段也引发了争议。

### 「女德」讲座事件
2019年4月18日，华中师范大学邀请主讲人安德义开设「国学讲座」，但讲座内容却包含大量「女德」或其它明显违背现代社会价值观的内容，例如「爱抱怨的女人坏三代」、「女人最大的优点是温柔」、「没有人会在企业里讲自由民主」等，还引用满洲国道德会王凤仪的言论；且安德义所属湖北省孔子学术研究会被湖北省政府列为「非法社会组织」。相关事件引发巨大争议。
一名接受环球时报采访的李姓学生称，我们知道他说的都是封建废话，这次演讲侮辱并激怒了学生；大量学生认为，安德义扭曲了「国学」，并损害到了真正的研究人员。
上述李姓学生称，学校强迫学生参加了此次讲座；北京媒体评论员王志安爆料的社交软件截图则显示，主讲人安德义系由华中师范大学校长赵凌云邀请，至少有100人被赵凌云要求参加此次讲座，但校方否认了这一说法，且称「讲座履行了正常的管理程序」，将规范讲座管理，但被学生质疑回避了主讲人安德义的资质及学术能力问题，校方对此事件未再有进一步的回应。